# Milan Švihálek
Milan Švihálek (11. ledna 1944 Brno – 12. července 2025) byl český dramaturg, scenárista, žurnalista, moderátor, redaktor a spisovatel. Svůj život spojil s ostravským studiem České televize. Byl autorem reportážních a dokumentárních pořadů.

## Životopis
Studoval FAMU (1962–1966), studia však nedokončil. Později absolvoval Fakultu žurnalistiky Univerzity Karlovy (1982). Zpočátku pracoval jako jevištní dělník v Divadle Oldřicha Stibora v Olomouci a spolupracoval s amatérským divadlem SKUMA(F)KA. Krátce působil jako metodik Okresního domu osvěty v Olomouci. Od roku 1968 pracoval jako redaktor a dramaturg České televize Ostrava. V první polovině 90 let byl vedoucím jedné z tvůrčích skupin publicistiky ostravského studia České televize. Od roku 1994 působil jako volný scenárista, publicista a novinář. Žil v Šenově.
Psal scénáře k publicistickým, soutěžním, dokumentárním, zábavným a vzdělávacím pořadům a seriálům. Spolupracoval s kameramanem a režisérem Jiřím Vrožinou (seriály se zdravotnickou problematikou, cestopisy Richarda Konkolského). V letech 1979–1984 se ve spolupráci s režisérem Zdeňkem Havlíčkem věnoval soutěžním pořadům (ANO – NE, Větrná růžice, Všechno za minutu). S režisérem Jaroslavem Večeřou připravil 42dílný dokumentární seriál, věnovaný zajímavostem z historie techniky a řemesel Za svědky minulosti. V roce 1990 spolupracoval s Jiřím Vrožinou na seriálu Australská setkání. Byly však natočeny pouze 4 díly ze zamýšlených třinácti. Spolupracoval také s Miroslavem Zikmundem, Františkem Mudrou, Vítězslavem Dostálem, Miroslavem Kačorem aj. Autorsky se podílel na dokumentárních seriálech Zapomenuté výpravy, Osudové okamžiky aj. Za seriál Za svědky minulosti obdržel výroční cenu Československé televize a Cenu Českého literárního fondu.

## Dílo

### Televizní pořady
- Sám proti moři (1974, rež. Jiří Vrožina)
- Nebezpečný svět kalorií (1975, rež. Jiří Vrožina)
- Soukromý vesmír (1976, rež. Jiří Vrožina)
- Tisíciletá medicína (1978, rež. Jiří Vrožina)[2]
- Rodičovské otazníky (1978, rež. Jiří Vrožina)
- Recept pro miliony (1978, rež. Jiří Vrožina)
- Za svědky minulosti (1983–1986, rež. Jaroslav Večeřa)
- Podivuhodný svět (1991–1993, rež. František Mudra)
- Chata u poutníka (1992–1993, rež. František Mudra)
- Seniorklub Milana Švihálka (1997–1998, rež.František Mudra)
- Na dobré vyhlídce (2000, rež. František Mudra, Ján Novák, Jan Flak)[3]
- Osudové okamžiky (2001–2003, scénář 27 pořadů, rež. Jaroslav Bařinka)[3]
- Zapomenuté výpravy (2005, rež. Jaroslav Bařinka, Jan Bělohlavý, Jindřich Procházka)[3]
- Sběratelé (2012)[4]
- Století rádia (2013, rež. Roman Vávra)[5]

### Publikace
- Za svědky minulosti (1988)
- Na kole třemi světadíly (1994), s Vítězslavem Dostálem
- Šťastná planeta (1997), s Vítězslavem Dostálem
- Jak se rodí zvony (1997),
- Štěstí jménem Zuzanka (2003)
- Jan Pivečka: "Nikdy se nevzdávej!" (2004), se Zuzanou Tarabusovou
- Padesát let televizního studia Ostrava (2005)[6]
- Zapomenuté výpravy (2005), s Miroslavem Kačorem a Markem Hýžou
- Jan Rokyta, S pěsničkú na světa kraj (2008)
- Panamericana, má láska (2008), s Vítězslavem Dostálem
- Smrt si nezpívá (2008)
- Život s erbem Tatry (2009)
- Velký zeměpis malého světa (2011)[7]
- Stavitel přehrad (2013)
- Pověsti z Drahanské vrchoviny (2014)
- Srdcem prožité (2014)